# Saltillo (Pensilvania)
Saltillo es un borough ubicado en el condado de Huntingdon en el estado estadounidense de Pensilvania. En el año 2000 tenía una población de 343 habitantes y una densidad poblacional de 429 personas por km².

## Geografía
Saltillo se encuentra ubicado en las coordenadas 40°12′39″N 78°00′20″O / 40.21083, -78.00556.

## Demografía
Según la Oficina del Censo en 2000 los ingresos medios por hogar en la localidad eran de $32,917 y los ingresos medios por familia eran $40,000. Los hombres tenían unos ingresos medios de $28,750 frente a los $16,250 para las mujeres. La renta per cápita para la localidad era de $14,333. Alrededor del 7.8% de la población estaba por debajo del umbral de pobreza.